# Coco (comédie musicale)
Pour les articles homonymes, voir Coco.
Coco est une comédie musicale américaine de Michael Benthall créée le 18 décembre 1969 au Mark Hellinger Theatre de Broadway avec Katharine Hepburn dans le rôle de Coco Chanel.
Danielle Darrieux remplaça Katharine Hepburn (après huit mois) pour deux mois de représentations.

## Synopsis
L'histoire est basée sur la vie de Coco Chanel.

## Fiche technique
- Titre : Coco
- Livret :  Alan Jay Lerner
- Lyrics : Alan Jay Lerner
- Musique : André Previn
- Mise en scène : Michael Benthall
- Chorégraphie :  Michael Bennett
- Costumes : Cecil Beaton
- Producteur : Frederick Brisson
- Première représentation : 18 décembre 1969
- Dernière représentation : 1970
- Nombre de représentations consécutives : 329
- Création à Broadway : 18 décembre 1969, Mark Hellinger Theatre

## Distribution originale
- Katharine Hepburn : Coco Chanel (1969-1970)
- Danielle Darrieux : Coco Chanel (1970)
- René Auberjonois
- George Rose
- David Holliday
- Bob Avian
- Jon Cypher
- Suzanne Rogers
- Graciela Daniele
- Ann Reinking

## Chansons

### Acte I
- But That's the Way You Are
- The World Belongs to the Young
- Let's Go Home
- Mademoiselle Cliche de Paris
- On the Corner of the Rue Cambon
- The Money Rings Out Like Freedom
- A Brand New Dress
- A Woman Is How She Loves
- Gabrielle
- Coco
- The Preparation

### Acte II
- Fiasco
- When Your Lover Says Goodbye
- Coco (Reprise)
- Ohrbach's, Bloomingdale's, Best & Saks
- Always Mademoisielle

## Récompenses et nominations
- 7 Nominations aux Tony Awards 1970 dont la « Meilleure comédie musicale », la « Meilleure actrice de comédie musicale » (Katharine Hepburn), du « Meilleur acteur de comédie musicale » (René Auberjonois), du « Meilleur acteur de comédie musicale dans un second rôle » (George Rose), de la « Meilleure chorégraphie » (Michael Bennett) et du « Meilleur costume » (Cecil Beaton).

Seul René Auberjonois et Cecil Beaton remportèrent les récompenses.